# Julia Moebus-Puck

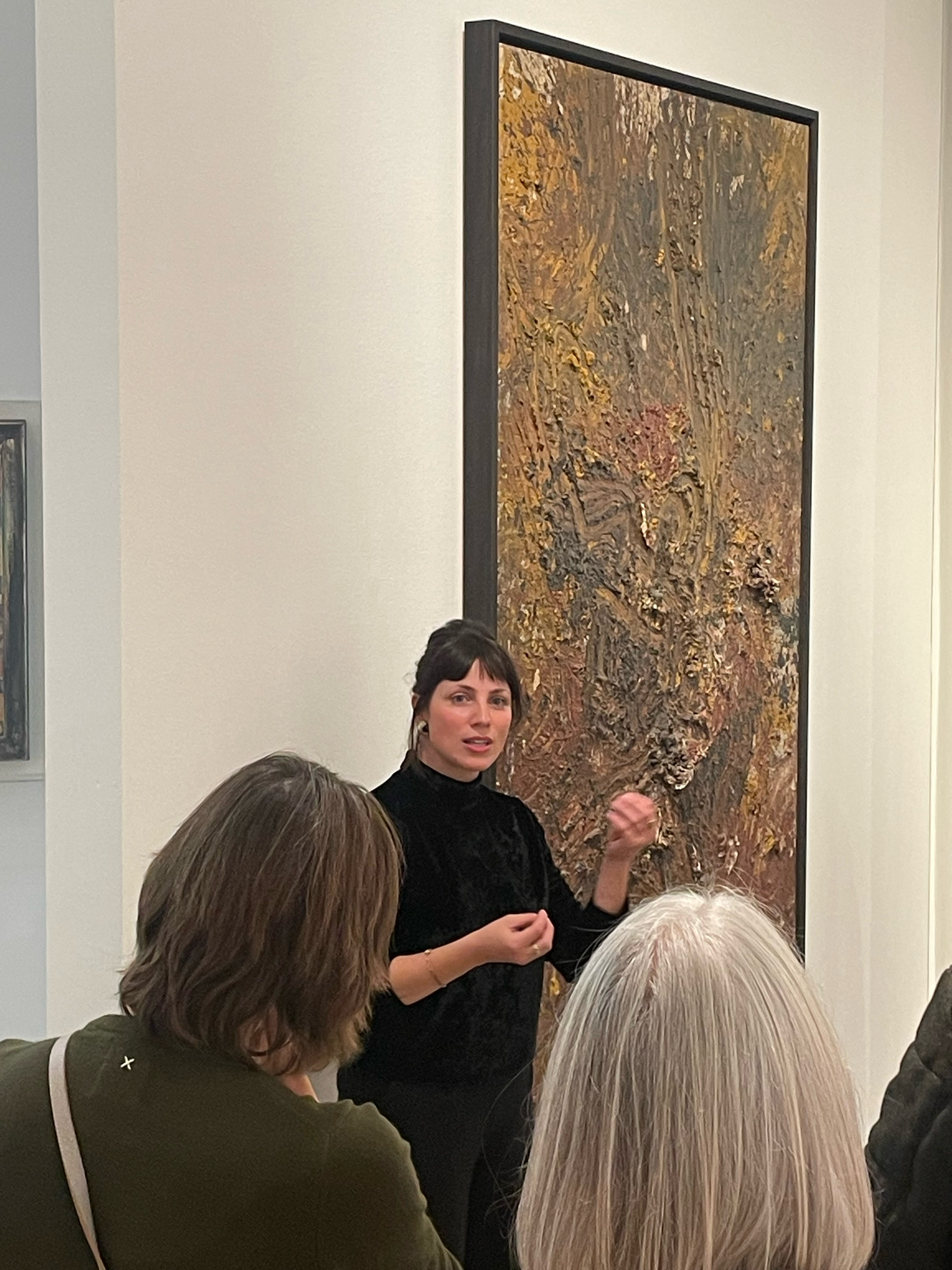
Julia Moebus-Puck (2023)

Julia Moebus-Puck (* 1985) ist eine Kunstwissenschaftlerin mit Fokus auf Performancekunst und Wiener Aktionismus. Sie leitet seit Mai 2023 das neue Wiener Aktionismus Museum in Wien, das 2024 eröffnet wird.

## Leben
Julia Moebus-Puck studierte bis 2013 an der Fachhochschule Dortmund Fotografie. Danach war sie als freie Fotoassistentin unter anderem bei Alice Rosati, Jens Stuart und Vincent Peters in Paris tätig. 2014 begann sie ein Studium der Kunstgeschichte, das sie an der Universität Bonn mit Master of Arts abschloss. In der Zeit ihres Studiums war sie Mitbegründerin der Kreativagentur 0815 studio, war von 2015 bis 2020 freischaffende Kunstvermittlerin des Max Ernst Museums in Brühl, des Arp Museums Bahnhof Rolandseck und der Art Basel. 2018 begann sie als Kunstvermittlerin im Albertina Museum Wien zu arbeiten. Von 2020 bis 2022 baute sie das Ausstellungsarchiv von Richard Long auf, dem Hauptvertreter der Land Art. 2023 wurde sie mit der Direktion des neu gegründeten Wiener Aktionismus Museum betreut, das im Februar 2024 eröffnet.

## Wiener Aktionismus
Ihr Schlüsselerlebnis für das Interesse und den Fokus auf den Wiener Aktionismus und hier insbesondere Hermann Nitsch, war die Begegnung mit Friedhelm Mennekes, einem deutschen Theologen und Kunstverständigen. Für eine wissenschaftliche Zusammenarbeit lernte sie Hermann Nitsch kennen. Es folgten Teilnahmen an den Aktionen von Hermann Nitsch im Nitsch-Museum in Mistelbach und dem Museo Nitsch in Neapel.    
Daraufhin erschloss sie wissenschaftlich das orgien mysterien theater des Künstlers im Hinblick auf „Das Blut als Material im Werk von Hermann Nitsch.“ (Master of Arts). 2018 kuratierte sie die Ausstellung von Hermann Nitsch im Osthaus Museum Hagen, 2022 die Ausstellung „Hermann Nitsch. Leben in Farbe“ in der Galerie Schönewald in Düsseldorf und 2023 die Ausstellung „Hermann Nitsch Aktionsfotografie 1963–1984“ in der Galerie Westlicht. 
Anlässlich des 80. Geburtstages von Hermann Nitsch verfasste sie 2018 den Katalogtext zur Nitsch-Ausstellung im Albertina Museum.
Derzeit (2023) promoviert sie bei Anne-Marie Bonnet über das performative Ausstellen am Beispiel des Wiener Aktionismus.

## Veröffentlichungen
- Hermann Nitsch. Ein Rückblick in: Ausst.-Kat. Galerie ART de Temple, Aschaffenburg 2017
- Alles ist Farbe, alles ist Form in: Ausst.-Kat. „Hermann Nitsch im Osthaus Museum Hagen“
- Jahre Nitsch, Hagen 2019
- Aus dem Inneren der Malerei. Der Substanzbegriff bei Hermann Nitsch in: Ausst.-Kat. Herman Nitsch. Räume aus Farbe, Albertina Museum Wien, 2019
- Interview: Jana Zatvarnicka in: superpopp.de, 23. Juli 2020
- Interview: Elisabeth Windisch, in: superpopp.de, 2. Oktober 2020
- Interview: Christiane Pescheck in: Vienna Art Week (digital), 19. November 2020
- Interview: Thomas Geiger in: superpopp.de, 18. Dezember 2020
- Interview: Federico Vecchi, in: superpopp.de, 4. Juni 2021
- State of the Arts in: superpopp.de, 14. August 2020
- Kunst und Krise. Über die Ästhetik der Aktion, in: Ausst.-Kat. für die Ausstellung des Zentrum für politische Schönheit in der Sammlung Friedrichshof, Zurndorf/Wien (AT), in Produktion.
- Obsession & Faszination. Das Archiv von Gerard Vermeulen, in: Ausst. Kat. 49 Aktenordner.
- Richard Long & das Ausstellen von Ausstellungen, Museum Kurhaus Kleve, Kleve 2022.
- Was ist ein Archiv? in: Ausst. Kat. „49 Aktenordner. Richard Long & das Ausstellen von Ausstellungen“, Museum Kurhaus Kleve, Kleve 2022

## Ausstellungen
- Lukas Schmidt, Innen Aussen, 24.–26. Juni 2017, 0815studio
- Hermann Nitsch im Osthaus Museum Hagen. 80 Jahre Nitsch, 2. Dezember 2018 – 3. Februar
- 2019, Osthaus Museum Hagen
- Superpopp-Up Performance Festival, 2.–29.8.2021, Initiatorin und Kuratorin
- Kuratorenförderprogramm 2022 des Atelierhaus Quartier am Hafen, Köln
- „Reisebüro – Sehnsucht nach dem Paradies“, Gruppenausstellung: Sara Hoffmann, Christoph Stallkamp, Katja Tönnissen, Kristin Wenzel, Atelierhaus Quartier am Hafen, 18. Februar – 12. März
- Reisebüro – Fasten your Seatbelts Gruppenausstellung: Anna Ehrenstein, Nikita Teryoshin, Atelierhaus Quartier am Hafen, 15. Juli – 6. August 2022
- Reisebüro – The ism in tourism Gruppenausstellung: Cäcilia Brown, Felix Lenz. Robert Pawliczek, Wolfgang Tillmans, Atelierhaus Quartier am Hafen, 9. September – 1. Oktober 2022